# Lakkipura, Gundlupet
Lakkipura là một làng thuộc tehsil Gundlupet, huyện Chamarajanagar, bang Karnataka, Ấn Độ.